# Sainte-Angèle-de-Mérici
Sainte-Angèle-de-Mérici es un municipio canadiense situado en la provincia de Quebec.

## Superficie
Sainte-Angèle-de-Mérici tiene una superficie de 107,78 km².

## Demografía
En 2021, tenía 989 habitantes, una densidad poblacional de 9,2 hab./km², y 519 viviendas.